# Manuel Jardim
Manuel de Azambuja Leite Pereira Jardim (Montemor-o-Velho, 6 de novembro de 1884 – Lisboa, 7 de junho de 1923) foi um pintor português.

## Biografia / Obra

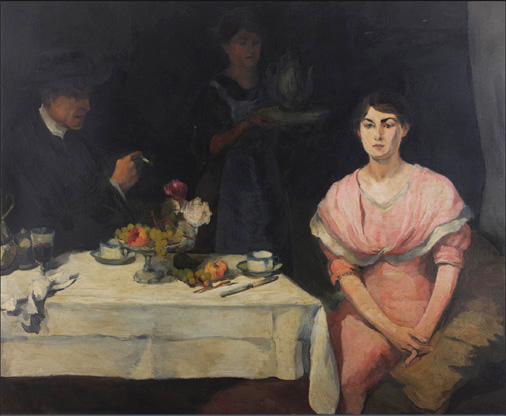
Manuel Jardim, Le dejeuner, 1911, óleo sobre tela, 142,8 x 175,5 cm

Originário da burguesia aristocrática de Coimbra, frequenta a Escola de Belas-Artes de Lisboa de 1903 a 1905, ano em que parte para Paris, com Manuel Bentes e Eduardo Viana.
Estuda na Academia Julian, sob a tutela de Jean-Paul Laurens. Em 1911 é admitido pela primeira vez ao Salon parisiense com o quadro denominado Le Déjeuner, 1911 (exposto em 1919 na Sociedade Nacional de Belas-Artes com receção crítica adversa; defendido por Abel Manta). Durante esse período (1905-1914) mantém contactos frequentes com Portugal e realiza viagens à Alemanha, Itália e Espanha. Voltará a expor em Paris, em 1913, no Salon d’Automne.
Regressa a Portugal em 1914, fixando-se em Coimbra, onde dirige uma academia particular.  Colabora com José Pacheko na tentativa (frustrada) de criação da Sociedade Portuguesa de Arte Moderna. Regressa a Paris em 1920 mas um ano mais tarde fixa-se de novo em Portugal, morrendo com tuberculose em 1923.
As suas opções iniciais, após a chegada a Paris, aproximam-no de Rodin e Carrière, sendo mais tarde marcado pela obra de Manet, como acontece em Le Dejeuner. Virado depois abertamente para o impressionismo, "Jardim levou os seus estudos e «pochades» a uma relativa violência expressionista, até que, no fim da vida, se desejava «a caminho de uma plástica mais pura», procurando a lição de Ingres, em severos desenhos de notável modulação".
Afirmou-se também no plano da ilustração, tendo colaborado de 1922 a 1926 na revista Contemporânea. Também se conhece colaboração sua na revista Serões (1901-1911).
Em 1925 Eduardo Viana homenageou-o no Salão de outono da Sociedade Nacional de Belas-Artes, juntando obras de três artistas desaparecidos: Manuel Jardim, Amadeo de Souza-Cardoso e Santa-Rita Pintor.
Em 1974 foi realizada, pela Secretaria de Estado da Informação e Turismo, uma retrospetiva da sua obra. E em 2011 o Museu Nacional de Machado de Castro organizou a exposição Manuel Jardim - Memória de um percurso inacabado.
A maior parte da produção do artista conhecida em Portugal, em propriedade partilhada com a Universidade de Coimbra, encontra-se à guarda do Museu Nacional de Machado de Castro desde 1952.

## Algumas obras

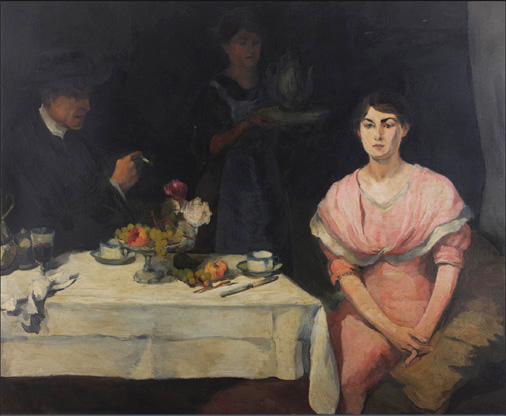
Le Déjeuner, 1911
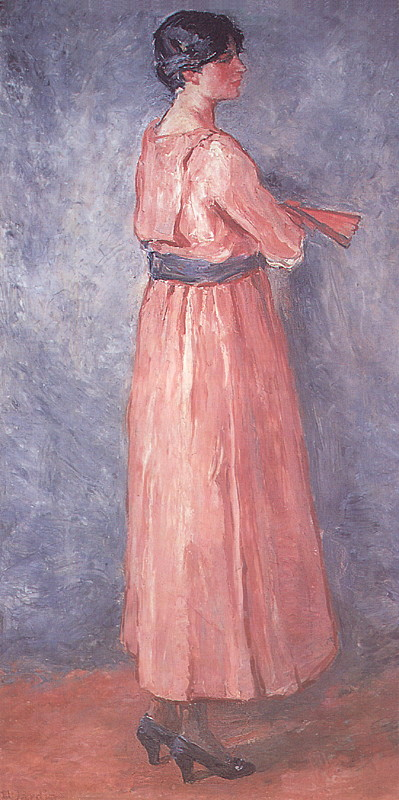
La Femme à l'Éventail, 1919
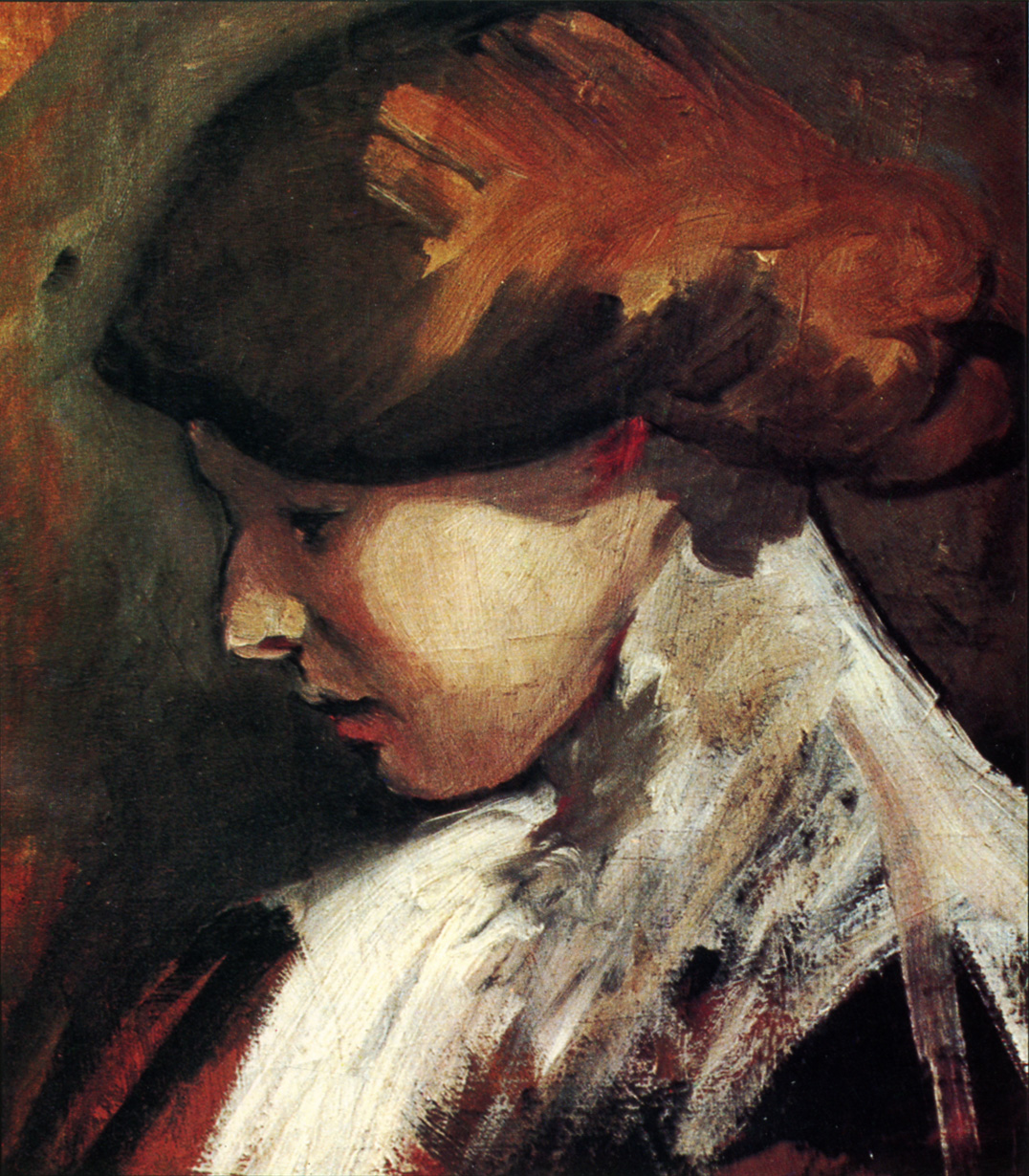
Cabeça de Perfil, 1920
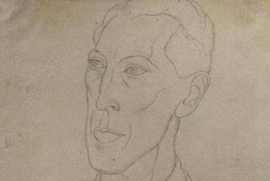
Autorretrato, 1921
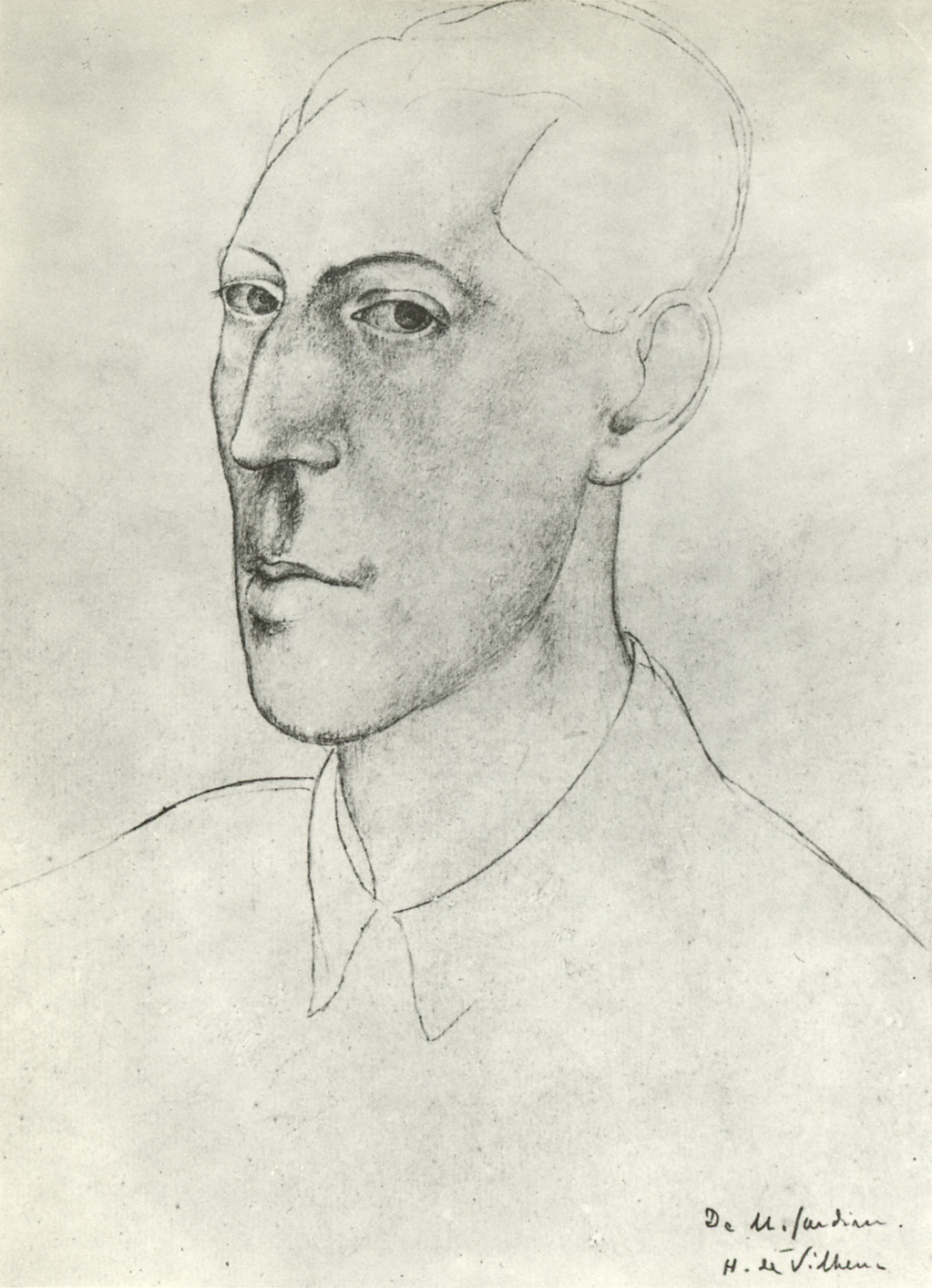
Autorretrato, lápis sobre papel, 29,5 x 22,2 cm